# Witzin
Witzin ist eine Gemeinde im Nordosten des Landkreises Ludwigslust-Parchim in Mecklenburg-Vorpommern. Sie wird vom Amt Sternberger Seenlandschaft mit Sitz in der Stadt Sternberg verwaltet.

## Geografie und Verkehr

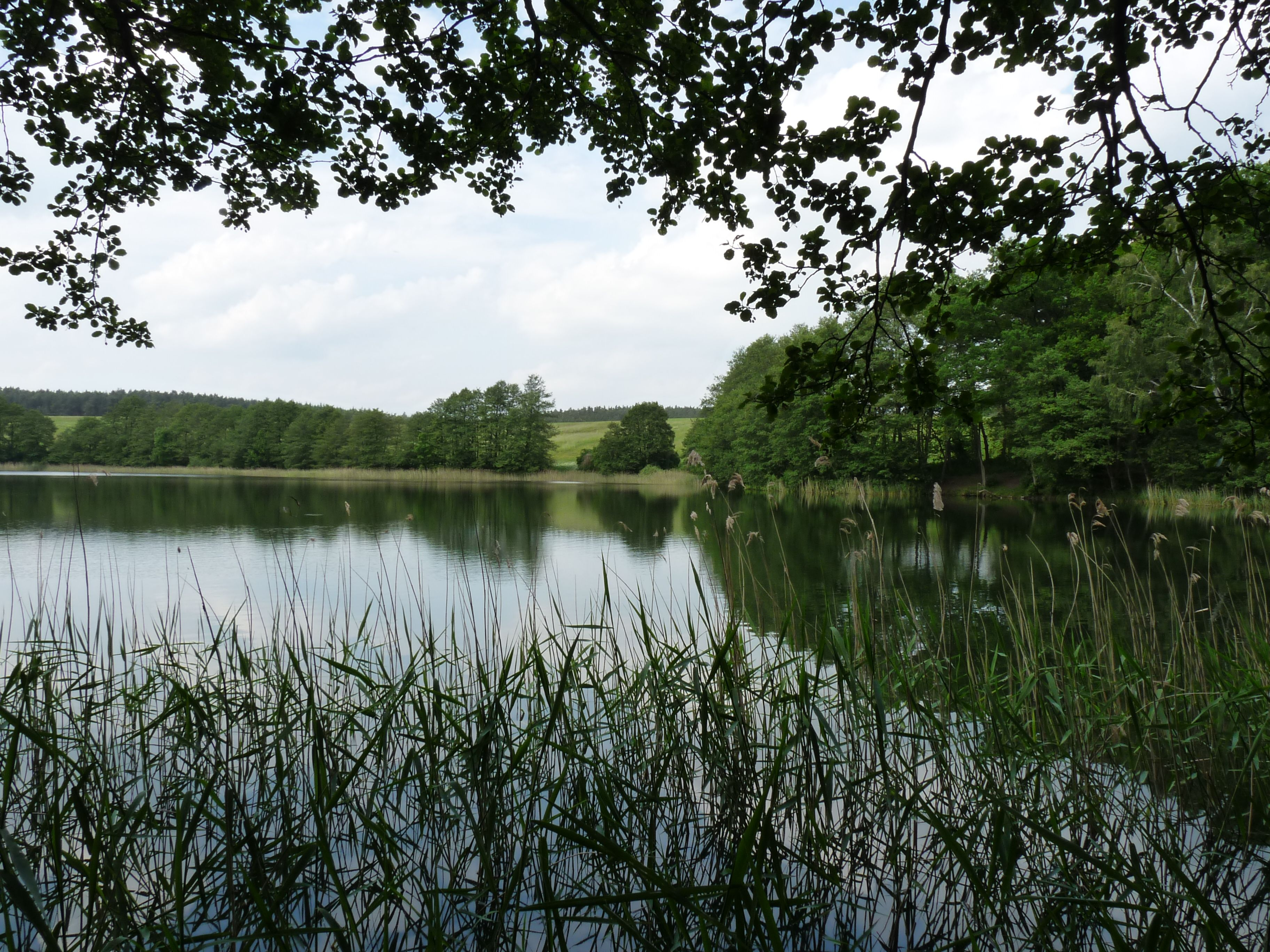
Glammsee

Die Gemeinde liegt in einer waldreichen hügeligen Landschaft östlich von Sternberg. Im Westen grenzt die Gemeinde an den Trenntsee und den Groß Radener See, kleinere Seen finden sich entlang des Müllerbaches mit dem Ortmannsee, Kemladesee und den Mühlensee. Im Süden liegt der Glammsee. Im Osten befindet sich im Waldgebiet Herrenholz die höchste Erhebung mit 76,8 m ü. NHN. Die nächstgrößeren Städte sind Sternberg (8 Kilometer) und Güstrow (20 Kilometer).
Durch den Ort Witzin führt die Bundesstraße 104 von Schwerin nach Güstrow.
Ortsteile der Gemeinde sind Loiz und Witzin.

## Geschichte
Im Jahr 1270 wurde Witzin als Kirchdorf, das zum Bützower Archidiakonat gehörte, erstmals urkundlich erwähnt. 1309 belehnte Fürst Heinrich II. von Mecklenburg den Ritter Ludolf von Ganzow mit einer Hebung von 20 Mark Bede aus dem Dorf für ein von ihm geliehenes Kapital. Im 14. Jahrhundert gehörte durch Vetternwirtschaft der größte Teil des Ortes der Familie von Ganzow. Auch die von Pressentin hatten dort zwei Höfe und acht Hufen. Im Jahr 1408 ging durch Kauf der gesamte Besitz der Pressentins an das Kloster Tempzin, zwei Jahre später auch der Ganzowsche Besitz. Im Zuge der Säkularisation wurde das Gebiet an die Herren von Pedersdorf belehnt. 1625 war das Domanialgut noch in Pfandbesitz des herzoglich-braunschweigischen Rates und Hofmarschalls Hans von Petersdorff. Danach gehörte der Domanial-Pachthof und das Bauerndorf Witzin zum Großherzogtum Mecklenburg und zum Amt Warin-Neukloster-Sternberg-Tempzin. Nach 1945 gehörte der Ort erst zum Land Mecklenburg und dann von 1952 bis 1990 zum Bezirk Schwerin.
Der Name bezieht sich auf das slawische Wort vitŭ für Gewinn. Der Name bezieht sich auf den slawischen Lokator des Ortes und bedeutet Ort des Vitek.
Urkundlich erstmals erwähnt wurde der Ortsteil Loiz am 31. März 1328, als der mecklenburgische Fürst Heinrich II. der Stadtkirche Sternberg eine Vikarie stiftet. Diese wurde mit Einkünften aus dem Ort ausgestattet.
Am 1. Juli 1950 wurde die bisher eigenständige Gemeinde Loiz eingegliedert.

## Politik

### Gemeindevertretung und Bürgermeister
Der Gemeinderat besteht (inkl. Bürgermeister) aus 7 Mitgliedern. Die Wahl zum Gemeinderat am 26. Mai 2019 hatte folgende Ergebnisse:
| Partei/Bewerber           | Prozent | Sitze |
| ------------------------- | ------- | ----- |
| Wählergemeinschaft Witzin | 64,63   | 4     |
| Wählergemeinschaft MZW    | 29,95   | 2     |

Bürgermeister der Gemeinde ist Hans Hüller (Wählergemeinschaft Witzin), er wurde mit 77,58 % der Stimmen gewählt.

### Wappen
| Wappen von Witzin | Blasonierung: „In Blau eine eingebogene goldene Spitze, belegt mit einem vierspeichigen, zwölfschaufeligen blauen Mühlrad; vorn zwei schräg gekreuzte goldene Giebelbretter mit abgewendeten Pferdeköpfen; hinten ein abgebrochener goldener Abtsstab.“ |
| Wappen von Witzin | Wappenbegründung: In dem Wappen soll mit dem Mühlrad an die große wirtschaftliche Bedeutung der Witziner Mühlen erinnert werden, die nachweislich von der Mitte des 14. Jh. an bis ins 20. Jh. hinein in Betrieb waren. Mit den schräg gekreuzten Giebelbrettern wird nach dem Gestaltungsgrundsatz des pars pro toto auf die das Dorfbild mit prägenden niedersächsischen Bauernhäuser verwiesen. Der abgebrochene Abtsstab steht als Symbol für die fast 150-jährige Zugehörigkeit eines Teils der heutigen Gemeinde Witzin zur ehemaligen Antoniterpräzeptorei in Tempzin. Das Wappen und die Flagge wurde von dem Schweriner Heraldiker Karl-Heinz Steinbruch gestaltet. Es wurde zusammen mit der Flagge am 11. August 2005 durch das Ministerium des Innern genehmigt und unter der Nr. 299 der Wappenrolle des Landes Mecklenburg-Vorpommern registriert. |

### Flagge

Flagge der Gemeinde Witzin

Die Flagge ist gleichmäßig längs gestreift von Gelb und Blau. In der Mitte des Flaggentuchs liegt, auf jeweils zwei Drittel der Höhe des gelben und des blauen Streifens übergreifend, das Gemeindewappen. Die Höhe des Flaggentuchs verhält sich zur Länge wie 3:5.

### Dienstsiegel
Das Dienstsiegel zeigt das Gemeindewappen mit der Umschrift „GEMEINDE WITZIN“.

## Sehenswürdigkeiten

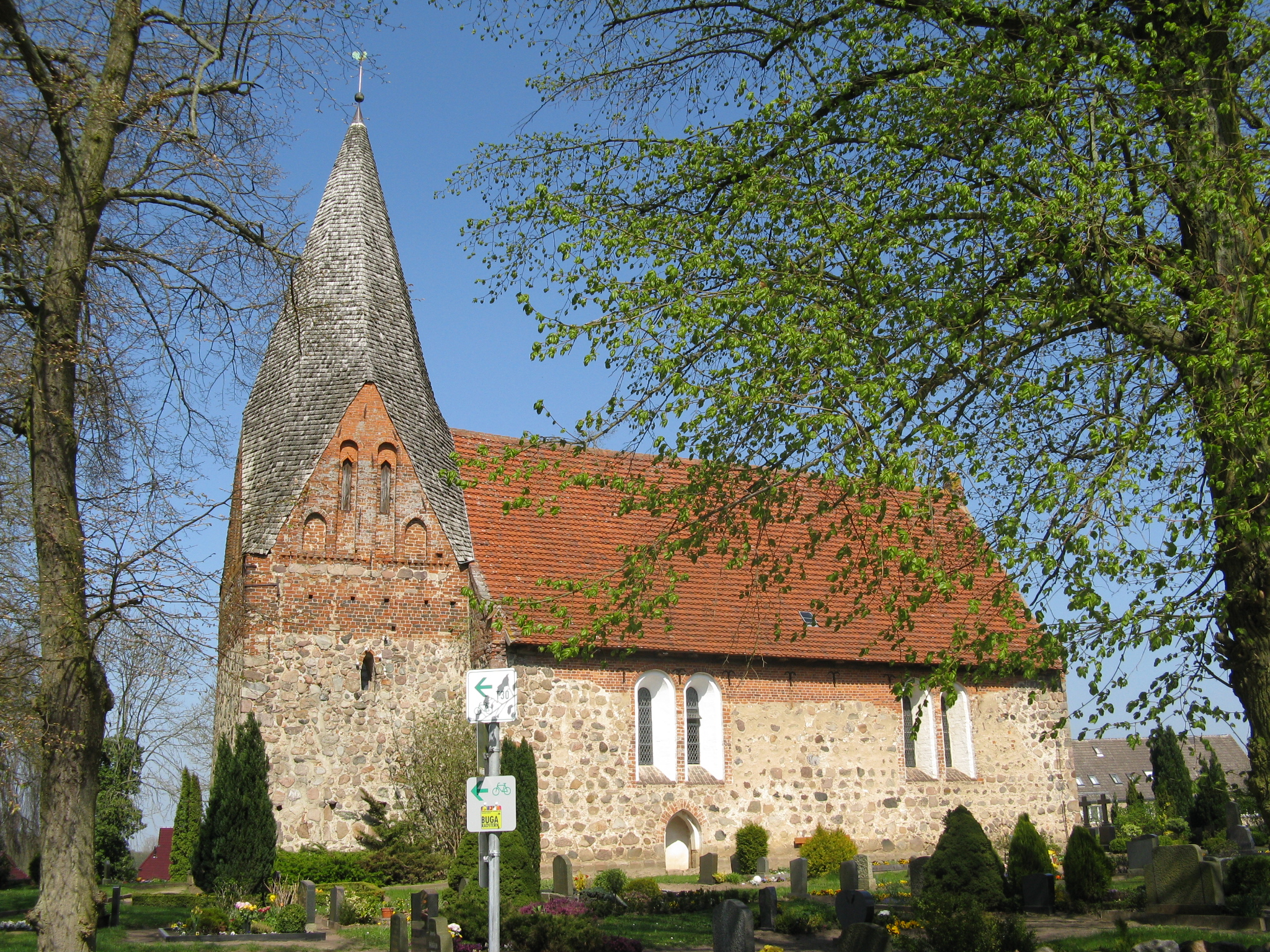
Dorfkirche Witzin

- Spätromanische Dorfkirche Witzin mit zwei Kreuzrippengewölben; niedriger Turm aus Feld- und Backstein mit achtseitigem, spitzem Turmhelm, nördl. Sakristeianbau
- Hallenhaus in Loiz, Dorfstraße 2

## In Witzin Ansässige
- Baldur Beyer (1936–2021), Wolfskind, Schiffsschlosser in Wismar, Landessportlehrer und Cheftrainer des SC Empor Rostock, Patron des Alphorns in Norddeutschland
- Christian Beerbaum (* 1964), Orthopädietechnikermeister in Güstrow